# Cneminvolvulus cornix
Cneminvolvulus cornix là một loài bọ cánh cứng trong họ Rhynchitidae. Loài này được Sawada miêu tả khoa học năm 1993.